# Truncatoflabellum vanuatu
Espèce
Statut CITES
Truncatoflabellum vanuatu est une espèce de coraux appartenant à la famille des Flabellidae.